# Oester
Die Oester, auch Oesterbach und am Oberlauf Ebbebach genannt, ist ein rechter Nebenfluss der Else im Märkischen Kreis im Sauerland. Er ist knapp 16 km lang. Teile des Oberlaufs liegen im Naturschutzgebiet Ebbebach-Tal.

## Name
Der Name Ebbebach leitet sich vermutlich vom germanischen Wort *abjō mit der Bedeutung 'Schlamm, Morast, Moorgegend' ab und wäre demnach ursprünglich ein Flurname gewesen, der sich auf den Fluss übertragen wurde.

## Geographie

### Verlauf
Die Oester entspringt im Süden des Stadtgebietes von Herscheid an der Nordhelle, der höchsten Erhebung des Hohen Ebbe, unter dem Namen Ebbebach. Zunächst fließt das Gewässer nach Osten und bildet dabei die natürliche Grenze zwischen Hohem Ebbe und dem sich nördlich anschließenden Herscheider Ebbe.
Nach etwa 6 km wird es an der Oestertalsperre aufgestaut, an ihrem Einfluss tritt sie auch ins Stadtgebiet von Plettenberg über. Danach heißt das Gewässer Oester und durchfließt fortan den Plettenberger Kessel. In Lettmecke wendet sie sich am Zufluss der Nuttmecke nordnordostwärts und durchfließt danach den Stadtteil Oesterau.
Im Stadtzentrum von Plettenberg nimmt sie mit der Grüne einen weiteren großen Zufluss von rechts auf, wendet sich nach Nordwesten und mündet bald danach, ungefähr 10 km unterhalb der Talsperre und noch im Plettenberger Zentrum, von rechts in die Else, deren größter Nebenfluss sie ist.

### Zuflüsse
Hierarchische Liste der Zuflüsse und Seen, jeweils vom Ursprung zur Mündung. Auswahl.
- Heider Siepen, von rechts und Süden bei Höhermühle in der Bauerschaft Ebbe
- Schlotsiepen, von rechts und Südwesten bei Emmeszaun
- Erlmecke, von rechts und Südwesten bei Emmeszaun
  - Spengersiepen, von rechts und Süden
- Lohsiepen, von rechts und Süden
- Durchfließt die Oestertalsperre, 24,5 ha; nach der Talsperre heißt das Gewässer Oester
  - Klingensiepen, von links und Nordwesten gleich zu Anfang der Talsperre
  - Schalmke (?), von rechts und Südsüdosten in der Talsperre
- Achmecke, von links und Westen in Himmelmert
- Husterbach, von rechts und Südwesten in Kückelheim
- Nuttmecke, von rechts und Süden in Lettmecke, 3,4 km und 11,9 km²; nach diesem Zufluss nach mehr als der Hälfte ihres Weges läuft die Oester nordnordostwärts
  - Berndebach, von links und Südwesten in Nuttmecke. Der Berndebach ist der gegenüber dem namentlichen der Nuttmecke viel längere und einzugsgebietsreichere Oberlauf
    - Apoller Siepen, von links und Westen vor Neuenhof
    - Bieke oder Biekebach, von rechts und Südosten in Neuenhof

  - Halsmecke, von rechts und Südosten
  - Lettmecke, von rechts und Südosten in Lettmecke
    - Rombach, von rechts und Osten
    - Keuperkuser Bach, von links und Süden vor Lettmecke
- Baddinghagener Bach, von rechts und Ostsüdosten in Dankelmert
- Immecke, von links und Westen in Oesterau
- Bermecke, von rechts und Südosten am Anfang von Oesterhammer
- Gansmecke, von rechts und Südosten in Oesterhammer
  - Almecker Siepen, von rechts und Südosten bei Gansmecke
    - Küssners Siepen, von rechts und Nordnordosten
      - Löhsiepen, von links und Südsüdosten

    - Bennesiepen, von rechts und Nordnordosten
- Beiesiepen, von rechts und Südosten am Ortsende von Oesterhammer
- Grüne, von rechts und insgesamt Südsüdosten nach einem nach rechts ausholenden Bogen in Plettenberg, 9,2 km und 14,5 km²; nach diesem Zufluss läuft die Oester eine nurmehr kurze Strecke nordwestwärts
  - Dormecke, von links und Nordwesten in Hülschotten
  - Wilmecke, von rechts und Südwesten in Hülschotten
  - Ilskede, von rechts und Südwesten nach Hülschotten
  - Bormke, von links und Südwesten in Landemert
  - Habbecke, von links und Westsüdwesten am Ortsende von Landemert
  - Heimessiepen, von rechts und Osten bei Steinkuhle
  - Bremcke, von links und Südsüdwesten
  - Hachmecke, von links und Südwesten bei Hachmecke
  - Wiemcke, von rechts und Osten vor Heveschotten
  - Hepersiepen, von rechts und Norden gegenüber den ersten Häusern von Plettenberg
  - Düvelssiepen, von links und Süden in Plettenberg
  - Bermke, von links und Südosten in Plettenberg